# مارسيلو سيبالوس
مارسيلو سيبالوس (بالإسبانية: Marcelo Ceballos) هو لاعب كرة قدم أرجنتيني في مركز الهجوم، ولد في 19 يناير 1972 في بيرازاتيغي في الأرجنتين. لعب مع A.D. Berazategui ‏.